# Lực tạ
Lực tạ (tiếng Anh: Powerlifting) là một môn thể thao sức mạnh bao gồm ba lần thử đạt trọng lượng tối đa trên ba bài nâng: squat, đẩy ngực (Bench press), và deadlift. Giống như trong cử tạ Olympic, lực tạ yêu cầu vận động viên cố gắng nâng một quả tạ có trọng lượng tối đa có thể. Trong thi đấu, vận động viên có thể thi đấu trang bị (equipped) hoặc không trang bị (unequipped), thường được gọi là cổ điển (classic) hoặc cử thô (raw) trong IPF. Trang bị trong bối cảnh này là áo hỗ trợ (áo bench hoặc bộ đồ tập squat/deadlift hoặc quần đùi). Ở một số liên đoàn cử tạ, được phép quấn đầu gối khi thi đấu trang bị. Vận động viên cũng có thể sử dụng đai tạ, quấn đầu gối, quấn cổ tay, và giày đặc biệt. Các cuộc thi lực tạ diễn ra trên khắp thế giới. Lực tạ là một môn thể thao Thế vận hội người khuyết tật (chỉ có bench press) từ năm 1984 và, theo IPF, cũng là một môn thể thao của Đại hội Thể thao Thế giới. Các cuộc thi địa phương, quốc gia và quốc tế cũng đã được phê chuẩn bởi các liên đoàn độc lập.

## Hạng cân
Hạng cân: Phần lớn liên đoàn lực tạ sử dụng các hạng cân sau đây:
- Nam: 52 kg, 56 kg, 60 kg, 67.5 kg, 75 kg, 82.5 kg, 90 kg, 100 kg, 110 kg, 125 kg, 140 kg, 140 kg+
- Nữ: 44 kg, 48 kg, 52 kg, 56 kg, 60 kg, 67.5 kg, 75 kg, 82.5 kg, 90 kg, 90 kg+

Tuy vậy, vào năm 2011, IPF giới thiệu các hạng cân mới sau đây:
- Hạng cân IPF:
  - Nam: Lên đến 53 kg (Sub-Junior/Junior), 59 kg, 66 kg, 74 kg, 83 kg, 93 kg, 105 kg, 120 kg, 120 kg+
  - Nữ: Lên đến 43 kg (Sub-Junior/Junior), 47 kg, 52 kg, 57 kg, 63 kg, 69 kg, 76 kg, 84 kg, 84 kg+
- Hạng tuổi: Phụ thuộc vào liên đoàn nói chung nhưng mức tuổi trung bình như sau: 14-18 (Sub-Jr), 19-23 (Jr), Mọi lứa tuổi (mở/Open), 40+ (Master)

## Thi đấu
Một cuộc thi lực tạ diễn ra như sau: Mỗi lực sĩ được phép thực hiện ba lần thử mỗi bài nâng squat, bench press và deadlift, tùy thuộc vào liên đoàn mà họ đang nằm trong. Đối với mỗi hạng cân, người nâng có tổng điểm cao nhất sẽ thắng. Trong nhiều cuộc thi, vận động viên nâng có tổng điểm cao nhất so với hạng cân của họ cũng giành chiến thắng. Nếu hai hoặc nhiều vận động viên nâng đạt được tổng điểm bằng nhau, vận động viên nhẹ hơn xếp trên vận động viên nặng hơn.. Các lực sĩ được đánh giá với những lực sĩ khác cùng giới tính, hạng cân và độ tuổi. Điều này giúp đảm bảo rằng thành tích của những vận động viên lực tạ được xếp hạng với những vận động viên gần thuộc tính, như Lamar Gant, người đã nâng tạ nặng gấp 5 lần trọng lượng cơ thể của mình, được công nhận cùng với thành tích của Danny Grigsby, người hiện đang giữ kỷ lục thế giới về deadlift mọi thời đại.